# نبو-شوم-اوکین اول
نبو-شوم-اوکین اول (Nabû-šuma-ukin I) (معنای نامش یعنی: نبو، تخم و ترکه و اعقاب مشروع به وجود آورده است).
گویا او پنجمین پادشاه سلسلهٔ E بابل باستان است. زمان دقیق حکومت وی معلوم نیست، ولی احتمالاً در ابتدای قرن نهم قبل از میلاد بوده است. دورهٔ حکومت وی، دورهٔ احیای موقت و گذرای دولت بابل بوده است، احیایی که قرار بوده در زمان پسر و جانشین وی، نبو پلایدین و دو پادشاه دیگر این سلالهٔ چهار نسلی ادامه داشته باشد.

## قدرت نبوشوم
چگونگی به قدرت رسیدن وی و روابطش با حکمران قبلی بابل دانسته نیست. وی در آغاز حکومت خود، با آدادنراری دوم  پادشاه آشور جنگید. آداد نراری در کتیبهٔ خود این گونه ادعا می‌کند که وی را در دومین نبرد شکست داده است و سپاهیان بابلی را از میدان نبرد جارو کرده  و چند شهر را غارت و چپاول نموده و با غنایم جنگی فراوان به آشور بازگشته است، اما این ادعای منبع آشوری گویا چندان مطابق با واقعیت نیست، چون که پس از این نبرد، مرز بابل و آشور، رود زاب‌سفلی تعیین شده است.
اما پس از این جنگ، طرفین مصالحه کرده‌اند و در باقی دورهٔ سلطنت آدادنراری‌دوم و جانشینش تولولتی‌نینورتای‌دوم  این مصالحه با بابل برقرار بوده و طرفین با همدیگر روابط حسنه داشته‌اند و ازدواج‌هایی سیاسی بین طرفین صورت گرفته است، یعنی دختر پادشاه بابل با شاه آشور  و دختر شاه آشور با شاه بابل ازدواج کرده‌اند و دوره‌ای طولانی از صلح و روابط حسنه بین دو طرف برقرار بوده است. پادشاه بعد از او، نبو پلایدین بوده است.